# Tine Moberg-Parker
Tine Moberg-Parker (Oslo, Noruega, 4 de junio de 1969) es una deportista canadiense que compitió en vela en la clase Europe. Ganó una medalla de plata en el Campeonato Mundial de Europe de 1994.

## Palmarés internacional
| \| Campeonato Mundial \| Campeonato Mundial \| Campeonato Mundial \| Campeonato Mundial \| \| Año \| Lugar \| Medalla \| Clase \| \| ------------------ \| --------------------- \| ------------------ \| ------------------ \| \| 1994 \| La Rochelle (Francia) \| Medalla de plata \| Europe \| |                       |                  |        |
| Campeonato Mundial |                       |                  |        |
| Año | Lugar                 | Medalla          | Clase  |
| 1994 | La Rochelle (Francia) | Medalla de plata | Europe |